# Marco Pio di Savoia (Sassuolo)
Marco Pio di Savoia (Sassuolo, 4 ottobre 1567 – Modena, 27 novembre 1599) fu signore di Sassuolo dal 1571 fino alla sua morte. Era fratellastro di Marianna de Leyva y Marino, ispiratrice del personaggio della monaca di Monza ne I promessi sposi, figlia della stessa madre Virginia Marino (1541-1576) e del secondo marito di questa, il conte Martino de Leyva.

## Biografia

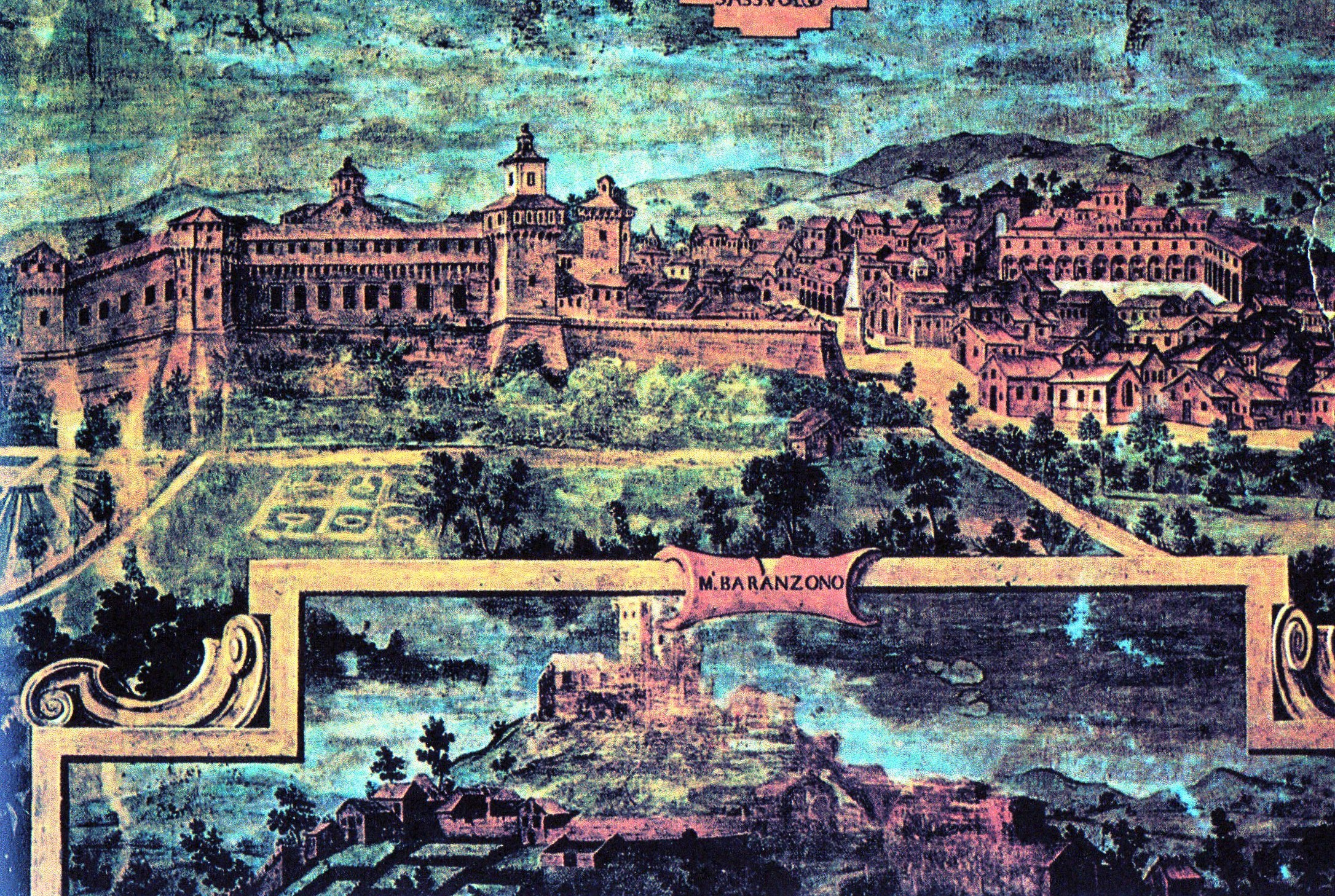
La rocca di Sassuolo ai tempi di Marco Pio (1586) (affresco nel castello di Spezzano)

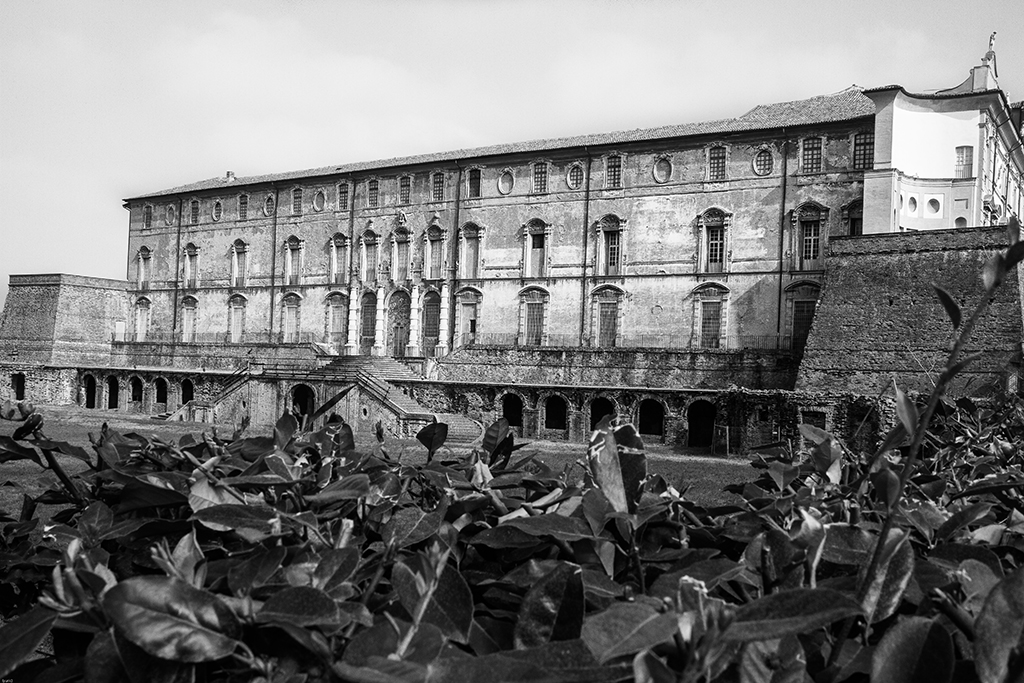
Palazzo Ducale, Sassuolo

Tre anni dopo la nascita di Marco, il 20 gennaio 1571, morì suo padre Ercole e il bambino gli succedette nella signoria di Sassuolo sotto la reggenza dello zio Enea fino al ventesimo anno di età. La madre Virginia, figlia del ricco banchiere Tommaso Marino, proprietario dell'omonimo palazzo milanese, lasciò subito Sassuolo (in un primo tempo pensò di portare con sé il piccolo, poi lo lasciò alle cure dell'ava paterna Lucrezia Roverella) e sposò il conte feudatario di Monza Martino della potente famiglia spagnola de Leyva: morì di peste un anno dopo aver dato alla luce Marianna, lasciando lei e Marco eredi del suo cospicuo patrimonio.
Le assidue assenze dello zio e la morte della nonna (1584) fecero sì che Marco, nonostante i suoi sedici anni, si assumesse la responsabilità di governare il piccolo territorio. Il 2 agosto 1587 sposò con una grande cerimonia nella fastosa cornice del palazzo di Caprarola, dietro pressione di Sisto V, la figlia naturale del cardinale Alessandro Farnese il Giovane, vedova di Giovan Giorgio Cesarini e congiunta del duca di Parma, Clelia Farnese (1556-1613). Il matrimonio, però, fu senza prole e non fortunato per entrambi.
Il signore di Sassuolo, al fine di conquistare un piccolo posto nel panorama politico europeo, partecipò ad alcuni eventi bellici, come quello che si stava verificando nelle Fiandre, al seguito del duca parmense e nipote dell'imperatore Carlo V, Alessandro Farnese: ma per Marco Pio l'episodio si risolse soltanto con una forte perdita finanziaria.
Marco Pio amministrò la signoria in modo avveduto e i sassolesi vissero un periodo prospero e il borgo fu arricchito di nuove chiese, edifici, intorno al trecentesco castello (già della famiglia Della Rosa) trasformato in dimora gentilizia. La rocca sarà la base del futuro palazzo ducale, privilegiata residenza estiva degli Este, duchi di Modena, a partire da Francesco I.
Marco ambiva di essere elevato al rango di principe, per stare allo stesso livello di altri sovrani vicini (soprattutto gli Estensi) e, nel 1592, si diede molto da fare per ottenere un'investitura imperiale o pontificia. Fu quasi sul punto di riuscirci, ma commise l'errore di usare il titolo abusivamente nelle gride feudali e negli emblemi araldici. In piazza Grande, presso la chiesa del patrono San Giorgio, aveva fatto erigere, nel 1591, una guglia (in contrapposizione alla Ghirlandina modenese), progettata da Giacomo Baccarini detto "il Veneziano", sulla quale fece eloquentemente incidere la scritta "Marcus Pius De Sabaudia Princeps Saxoli". La famiglia reggente risiedeva soprattutto nella rocca di Sassuolo e nel castello di Spezzano che Marco aveva fatto affrescare dal pittore cremonese Cesare Baglione con le vedute dei suoi possedimenti.
Nel 1599 Marco ebbe serissimi contrasti di natura economica con la cugina Eleonora Pio Bentivoglio, tanto che il duca di Modena Cesare d'Este cercò di appianare il dissidio, insieme allo zio ex reggente Enea. Due giorni dopo l'incontro di questi personaggi a Modena, il 10 novembre, il trentunenne signore di Sassuolo subì un grave attentato. Dopo aver nominato Enea suo erede universale, Marco Pio morì il 27 novembre: le spoglie furono portate a Sassuolo e tumulate nell'oratorio di San Giuseppe. La signoria fu annessa al ducato di Modena e Reggio per mancanza di prole diretta maschile, non essendo state riconosciute le pretese di Enea. La vedova Clelia, alcune volte reggente in assenza del marito, ritornò a Roma con il figlio di primo letto Giuliano Cesarini, dove morirà nel 1613.
Il mandante del delitto non fu mai individuato: alcuni storici, però, fecero il nome del duca di Modena Cesare, istigato dal fratello cardinale Alessandro d'Este (1568-1624). L'imperatore Rodolfo II aveva fatto pervenire a Marco il desiderato diploma di investitura a principe e il Papa gli aveva conferito il rango 
di duca della Ginestra: gli Este non avrebbero mai accettato una prestigiosa enclave nel loro territorio.

## Ascendenza
|                              |                |                        | Genitori                 |  |  | Nonni |  |  | Bisnonni                                     |  |  | Trisnonni                      |  |
|                              |                |                        |                          |  |  |       |  |  | Giberto III/I Pio di Savoia (Carpi/Sassuolo) |  |  | Marco II Pio di Savoia (Carpi) |  |
|                              |                |                        |                          |  |  |       |  |  | Giberto III/I Pio di Savoia (Carpi/Sassuolo) |  |  | Marco II Pio di Savoia (Carpi) |  |
|                              |                | Benedetta del Carretto |                          |  |  |       |  |  | Giberto III/I Pio di Savoia (Carpi/Sassuolo) |  |  |                                |  |
| Marco Pio di Savoia (?-1544) |                |                        |                          |  |  |       |  |  | Giberto III/I Pio di Savoia (Carpi/Sassuolo) |  |  |                                |  |
|                              |                | Eleonora Bentivoglio   | Giovanni II Bentivoglio  |  |  |       |  |  |                                              |  |  |                                |  |
|                              |                | Eleonora Bentivoglio   | Giovanni II Bentivoglio  |  |  |       |  |  |                                              |  |  |                                |  |
|                              |                | Eleonora Bentivoglio   | Ginevra Sforza           |  |  |       |  |  |                                              |  |  |                                |  |
| Ercole Pio di Savoia         |                | Eleonora Bentivoglio   |                          |  |  |       |  |  |                                              |  |  |                                |  |
|                              |                | Gerolamo Roverella     | Pietro Roverella         |  |  |       |  |  |                                              |  |  |                                |  |
|                              |                | Gerolamo Roverella     | Pietro Roverella         |  |  |       |  |  |                                              |  |  |                                |  |
|                              |                | Gerolamo Roverella     | …                        |  |  |       |  |  |                                              |  |  |                                |  |
| Lucrezia Roverella           |                | Gerolamo Roverella     |                          |  |  |       |  |  |                                              |  |  |                                |  |
|                              |                | Taddea Contrari        | Ambrogio Contrari        |  |  |       |  |  |                                              |  |  |                                |  |
|                              |                | Taddea Contrari        | Ambrogio Contrari        |  |  |       |  |  |                                              |  |  |                                |  |
|                              |                | Taddea Contrari        | Battistina Campo Fregoso |  |  |       |  |  |                                              |  |  |                                |  |
| Marco Pio di Savoia          |                | Taddea Contrari        |                          |  |  |       |  |  |                                              |  |  |                                |  |
|                              | Luchino Marino | Giovanni Marino        |                          |  |  |       |  |  |                                              |  |  |                                |  |
|                              | Luchino Marino | Giovanni Marino        |                          |  |  |       |  |  |                                              |  |  |                                |  |
|                              | Luchino Marino | …                      |                          |  |  |       |  |  |                                              |  |  |                                |  |
| Tommaso Marino               | Luchino Marino |                        |                          |  |  |       |  |  |                                              |  |  |                                |  |
|                              |                | Clara Spinola          | …                        |  |  |       |  |  |                                              |  |  |                                |  |
|                              |                | Clara Spinola          | …                        |  |  |       |  |  |                                              |  |  |                                |  |
|                              |                | Clara Spinola          | …                        |  |  |       |  |  |                                              |  |  |                                |  |
| Virginia Marino              |                | Clara Spinola          |                          |  |  |       |  |  |                                              |  |  |                                |  |
|                              |                | …                      | …                        |  |  |       |  |  |                                              |  |  |                                |  |
|                              |                | …                      | …                        |  |  |       |  |  |                                              |  |  |                                |  |
|                              |                | …                      | …                        |  |  |       |  |  |                                              |  |  |                                |  |
| Bettina Doria                |                | …                      |                          |  |  |       |  |  |                                              |  |  |                                |  |
|                              |                | …                      | …                        |  |  |       |  |  |                                              |  |  |                                |  |
|                              |                | …                      | …                        |  |  |       |  |  |                                              |  |  |                                |  |
|                              |                | …                      | …                        |  |  |       |  |  |                                              |  |  |                                |  |
|                              |                | …                      |                          |  |  |       |  |  |                                              |  |  |                                |  |